# Dragan Paljic
Dragan Paljic (* 8. April 1983 in Starnberg) ist ein ehemaliger deutscher Fußballspieler serbischer Herkunft.

## Karriere
Paljic spielte in den Jugendabteilungen des FT Starnberg 09 und TSV Blaichach. 2000 ging er zu 1860 München, 2003 wechselte er zum Verbandsligaaufsteiger FV Olympia Laupheim in die Verbandsliga Württemberg und wurde dort in seiner ersten Saison mit 20 Treffern Torschützenkönig. Daraufhin wechselte er zur TSG 1899 Hoffenheim. Nach einigen Spielen für die zweite Mannschaft gelang Paljic der Sprung in den Regionalligakader, wo er sich etablieren konnte. In drei Regionalligaspielzeiten gelangen ihm in 77 Spielen zwölf Tore. In der Saison 2006/07 belegte Paljic mit Hoffenheim den zweiten Tabellenplatz und stieg damit in die 2. Bundesliga auf. Auch dort kam er trotz der hochkarätigen Neuzugänge Vedad Ibišević, Demba Ba und Chinedu Obasi regelmäßig zu Einsätzen. Als Tabellenzweiter stieg die TSG 1899 Hoffenheim schließlich in die Bundesliga auf.
Nach dem ersten Spieltag der Saison 2008/09 wechselte Paljic zum Zweitligisten 1. FC Kaiserslautern. Der offensive Mittelfeldspieler unterschrieb bei den Pfälzern einen Dreijahresvertrag. Nachdem er in seiner ersten Saison beim FCK 15 Mal in der Startelf gestanden hatte, kam er in der Saison 2009/10, in der der 1. FC Kaiserslautern in die Bundesliga aufstieg, nur fünfmal von Beginn an zum Einsatz. Am Ende der Saison wurde ihm vom Verein mitgeteilt, dass er in den Kaderplanungen zur Saison 2010/11 keinen Platz habe. Am 15. Juli 2010 wurde der Vertrag zwischen Paljic und dem 1. FC Kaiserslautern aufgelöst, zwei Tage später unterschrieb er einen Zweijahresvertrag beim polnischen Vizemeister Wisła Krakau.
Dort wurde er in der Saison 2010/11 als Stammspieler polnischer Meister. Bei Wisła Krakau konnte Paljic auch zum ersten Mal international Fußball spielen. In der Saison 2010/11 scheiterte Paljic mit Wisła Krakau jedoch in der Qualifikation zur UEFA Europa League und 2011/12 in der Qualifikation zur UEFA Champions League. 2011/12 stand man jedoch durch das Ausscheiden aus der Champions-League-Qualifikation automatisch in der Gruppenphase der Europa League, in der man auf den FC Fulham, Odense BK und den FC Twente Enschede traf und sich dabei als Gruppenzweiter fürs Sechzehntelfinale qualifizierte, wo man jedoch an Standard Lüttich scheiterte. Am Ende der Saison 2011/12 wurde Paljic sogar kurzzeitig vom Trainer Michał Probierz aufgrund schlechter Spielleistungen suspendiert.
Anfang Juli 2012 gab der niederländische Erstligist Heracles Almelo die Verpflichtung von Paljic zur Saison 2012/13 bekannt. Er wechselte ablösefrei und unterschrieb einen Dreijahresvertrag bis Ende Juni 2015. Paljic spielte in der Saison 2012/13 18 Mal für Heracles Almelo und wurde dabei auf mehreren unterschiedlichen Positionen eingesetzt. In der Saison 2013/14 wurde er kaum noch für den Kader nominiert und löste schließlich in der Winterpause der Saison 2014/15 seinen Vertrag bei Almelo auf. Wenig später unterzeichnete Paljic beim westaustralischen Erstligisten Perth Glory einen Vertrag bis Saisonende als Ersatz für den verletzten Youssouf Hersi. Bei Perth absolvierte Paljic bis Saisonende zwölf Partien, von der Teilnahme an den Meisterschafts-Play-offs, für die man sich sportlich qualifiziert hatte, wurde man allerdings wegen Verstößen beim Salary Cap ausgeschlossen.
Im Sommer 2015 unterzeichnete Paljic beim deutschen Oberligisten 1. CfR Pforzheim einen Vertrag.